# Соловьёв, Владимир Александрович (Герой Советского Союза)
Владимир Александрович Соловьёв (1909—1979) — майор Советской Армии, участник Великой Отечественной войны, Герой Советского Союза (1945).

## Биография
Владимир Соловьёв родился 13 июля 1909 года в городе Алатырь (ныне — Чувашия). После окончания школы работал на стройке Горьковского автомобильного завода. В октябре 1931 года Соловьёв был призван на службу в Рабоче-крестьянскую Красную Армию. В 1934 году он окончил Ленинградскую военно-теоретическую школу, а впоследствии — Ворошиловградскую военную авиационную школу лётчиков. Участвовал в польском и бессарабском походах. С первого дня Великой Отечественной войны — на её фронтах. В боях был тяжело ранен.
К августу 1944 года майор Владимир Соловьёв был старшим штурманом 308-й штурмовой авиадивизии 3-го штурмового авиакорпуса 1-й воздушной армии 3-го Белорусского фронта. К тому времени он совершил 120 боевых вылетов на штурмовку скоплений боевой техники и живой силы противника, нанеся ему большие потери.
Указом Президиума Верховного Совета СССР от 23 февраля 1945 года за «образцовое выполнение боевых заданий командования на фронте борьбы с немецкими захватчиками и проявленные при этом мужество и героизм» майор Владимир Соловьёв был удостоен высокого звания Героя Советского Союза с вручением ордена Ленина и медали «Золотая Звезда» за номером 4813.
В 1947 году Соловьёв был уволен в запас. Проживал и работал в Виннице. Скончался 17 июля 1979 года, похоронен на Центральном кладбище Винницы.
Был награждён двумя орденами Ленина, двумя орденами Красного Знамени, орденами Александра Невского, Красной Звезды, рядом медалей.